# Port lotniczy Hajdarabad (Pakistan)
Port lotniczy Hajdarabad (IATA: HDD, ICAO: OPKD) – międzynarodowy port lotniczy położony w Hajdarabadzie. Jest szóstym co do wielkości portem lotniczym Pakistanu.

## Linie lotnicze i połączenia
- Pakistan International Airlines (Islamabad, Lahaur, Nawabszach, Fajsalabad)